# 西比爾提亞斯

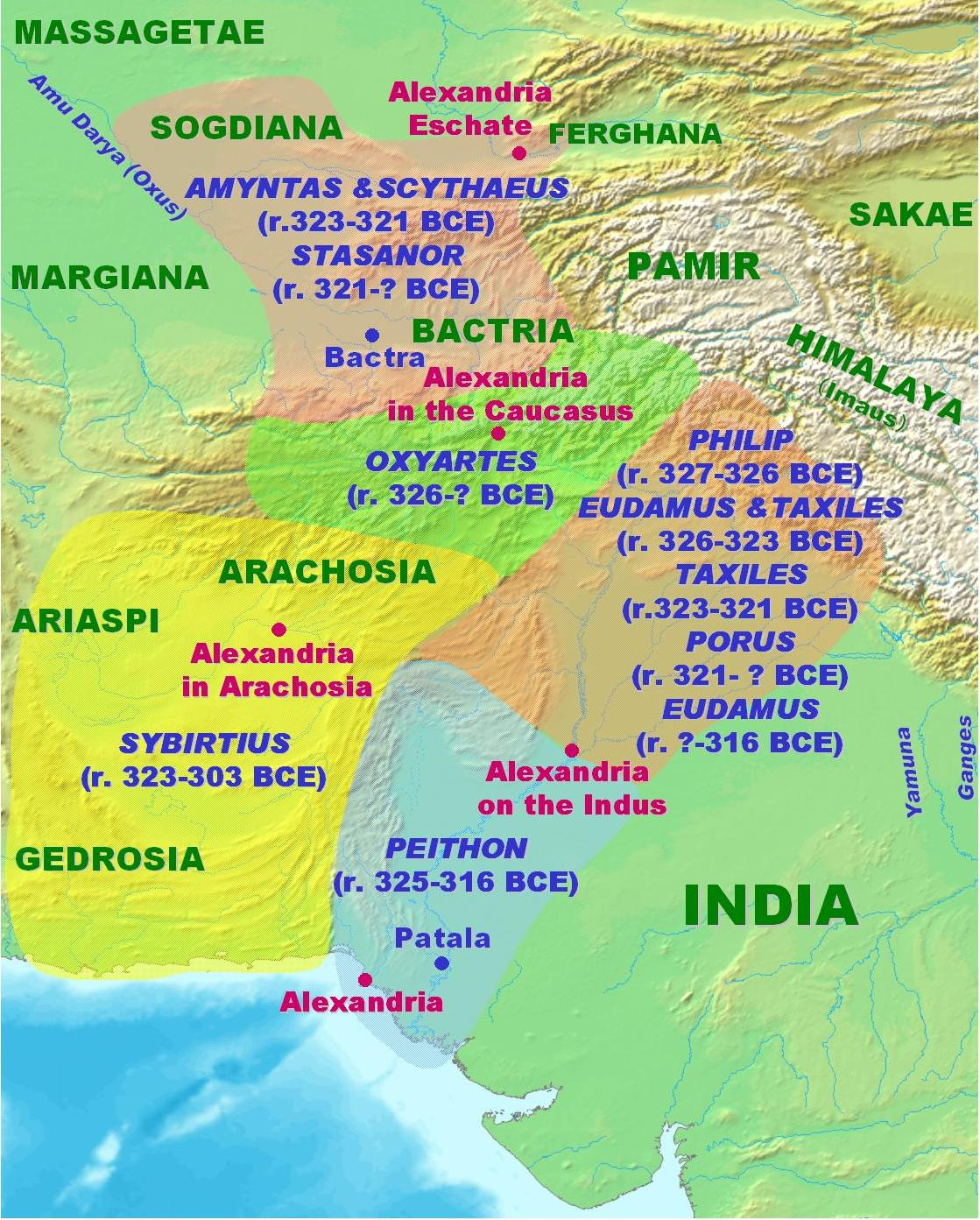
亞歷山大大帝逝世後，西比爾提亞斯統領阿拉霍西亞和格德羅西亞。

西比爾提亞斯 （希臘語：Σιβύρτιος; 生存於前四世紀），出身希臘克里特島，並服役於亞歷山大大帝。
當亞歷山大大帝從印度準備歸程時，在前326年任命西比爾提亞斯擔任卡曼尼亞（Carmania）總督，之後改派為阿拉霍西亞和格德羅西亞（Carmania）總督，接任前任總督陶斯（Thoas）的職位。
前323年亞歷山大逝世後，西比爾提亞斯和其他遙遠的東方總督們一樣，都維持原來的職位，在前321年第二次分配的特里帕拉迪蘇斯分封協議也是如此。在第三次繼業者之戰，在面臨培松入侵帕提亞時，西比爾提亞斯是支持波斯總督樸塞斯塔斯反對培松的東方總督之一，之後反培松聯合軍在蘇錫安那接受皇家命令加入歐邁尼斯陣營對抗安提柯。然而對西比爾提亞斯而言，他是聽從樸塞斯塔斯的命令，而不是聽從歐邁尼斯，並且參與樸塞斯塔斯對抗總司令歐邁尼斯的陰謀。西比爾提亞斯對樸塞斯塔斯相當支持，以至於受到歐邁尼斯怨恨，並且威脅將要審判他，結果在西比爾提亞斯在倉促的戰鬥中逃走，返回他的轄區。
之後歐邁尼斯落入安提柯手中，歐邁尼斯的支持者都受到懲處。對西比爾提亞斯相當幸運，因為西比爾提亞斯先前與歐邁尼斯交惡的原因，安提柯仍維持原職位，並且讓他帶領精銳的銀盾兵大部分，密令他以對抗蠻族保疆衛土為由，暗自慢慢把銀盾兵拆散成一小團，來消滅驕傲不馴的銀盾兵。
阿利安提到麥加斯梯尼（Megasthenes）曾住過阿拉霍西亞總督西比爾提亞斯官邸，並與印度國王旃陀羅笈多見過面，可能是塞琉古一世與孔雀王朝於前303年簽訂和約後，派麥加斯梯尼為駐華氏城的大使。因此西比爾提亞斯在那時還擔任總督。